# Nocturns op. 37 (Chopin)
Els Nocturns op. 37 són un conjunt de dues peces de Frédéric Chopin compostes i publicades l'any 1840, tot i que es pensa que el Nocturn op. 37, núm. 2 podria haver estat compost el 1839 durant la seva estada amb George Sand a Mallorca. Inusualment, cap dels nocturns porta una dedicatòria.
Aquest conjunt de dos nocturns es va considerar originalment com un dels millors conjunts però la seva popularitat va anar disminuint durant el segle xx. Blair Johnson manté que les dues peces són espècimens meravellosos, una espècie d'híbrid entre el dramatisme de l'opus 27 i les textures i estats d'ànim més senzills de l'opus 32. Robert Schumann opinava que eren del tipus de música més noble de la qual la dimensió poètica brilla amb més transparència. Schumann també va dir que els dos nocturns difereixen dels anteriors principalment perquè tenen una major simplicitat en l'ornamentació i tenen més gràcia.

## Nocturn op. 37, núm. 1
| Nocturn en sol menor, op. 37, núm. 1 |
|                                      |
|                                      |
|                                      |

El Nocturn en sol menor, op. 37, núm. 1, inicialment té la indicació d'Andante sostenuto i es troba en compàs 4/4. En la compàs 41, modula a mi bemoll major i en el 67 torna a sol menor. La peça té 91 compassos, i acaba amb una tercera picarda. L'estructura és ternària. Un dels alumnes de Chopin una vegada va afirmar que el propi Chopin es va oblidar de marcar l'increment en el ritme del coral, el que pot portar a tocar la secció amb massa lentitud.
James Friskin va comentar que aquest nocturn és "un del més simples" i és similar al Nocturn en sol menor, op. 15, núm. 3, en què "té passatges d'acords legato similars a la secció de contrast", encara que aquest nocturn "té una línia melòdica més ornamentada". Dubal també va afirmar que el Nocturn op. 37, núm. 1 és "de menor importància". Els crítics, però, sovint han destacat l'al·lusió a la religió de la secció central. Maurycy Karasowski creu que la secció central té "un ambient d'església" pel tipus d'acords." Johnson també pensa que els acords són com un coral i diu que "alguns biògrafs han sentit que aquesta música representa la fe de Chopin en el poder consolador de la religió ". Aquesta secció central similar a un coral és una transició d'acords deliciosa.

## Nocturn op. 37, núm. 2

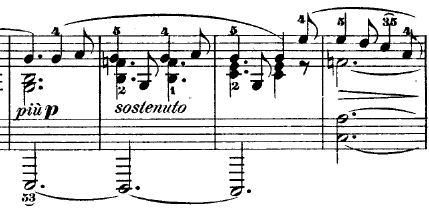
Tema secundari del Nocturn op. 37 úm. 2

El Nocturn en sol major, op. 37, núm. 2, comença amb la indicació d'Andantino i en compàs 6/8, i així es manté fins al compàs 139. L'estil musical és el d'una barcarola veneciana, que, segons Dubal, està engendrada per "terceres i sextes eufòniques" sobre el tema principal. Huneker va comentar que molts pianistes solen tocar la primera part massa ràpid, la segona massa lenta i interpreten la peça com un estudi. Friskin va comentar que els intervals de sexta requereixen molta cura per aconseguir la uniformitat del so. La peça té l'estructura ABABA, cosa inusual en un nocturn de Chopin. La melodia en terceres i sextes és igualment inusual, ja que tots els altres nocturns de Chopin comencen amb melodies d'una sola veu. És notable que Chopin repeteixi el tema secundari almenys una vegada en cadascuna de les dotze tonalitats majors.
El nocturn ha estat aclamat com una de les melodies més belles de Chopin. Tant Karasowski com Huneker coincideixen en aquesta valoració. Karasowski va afirmar que no es pot escoltar aquest nocturn sense sentir una emoció i una felicitat més profunda, i Huneker comenta que el nocturn "fou pintat amb el pinzell més eteri de Chopin". Niecks també creu que la peça té una bella sensualitat, és deliciós, suau i arrodonit, i no sense un cert grau de llanguiment. Per Blair Johnson, el tema és, sens dubte, una realització musical de la doctrina 'el menys és més'. Johnson afegeix que "alguna cosa del càlid clima mediterrani va lliscar per la ploma del compositor", en referència a l'estada de Chopin a Mallorca. Niecks també va dir que el nocturn "encisa i humanitza ", en la línia del pensament popular que la música de Chopin pot ser afrodisíaca.